# Хайман, Зак
Зак Хайман (англ. Zach Hyman; 9 июня 1992, Торонто, Канада) — профессиональный канадский хоккеист, левый и центральный нападающий. Игрок клуба НХЛ «Эдмонтон Ойлерз».

## Игровая карьера

### Клубная карьера
Зак Хайман был выбран в пятом раунде драфта НХЛ 2010 года клубом «Флорида Пантерз». «Пантерз» предлагали Хайману контракт во время его учёбы в Мичиганском университете, но он отказался. 16 августа 2015 года Хайман мог стать неограниченно свободным агентом и перейти в любой клуб НХЛ, но незадолго до этого, 19 июня, «Флорида» обменяла право выбора в седьмом раунде драфта 2017 года и права на Хаймана в «Торонто Мейпл Лифс». «Листья» отдали взамен нападающего Грега Маккега. 23 июня Хайман подписал с «Торонто» контракт новичка, рассчитанный на два года.

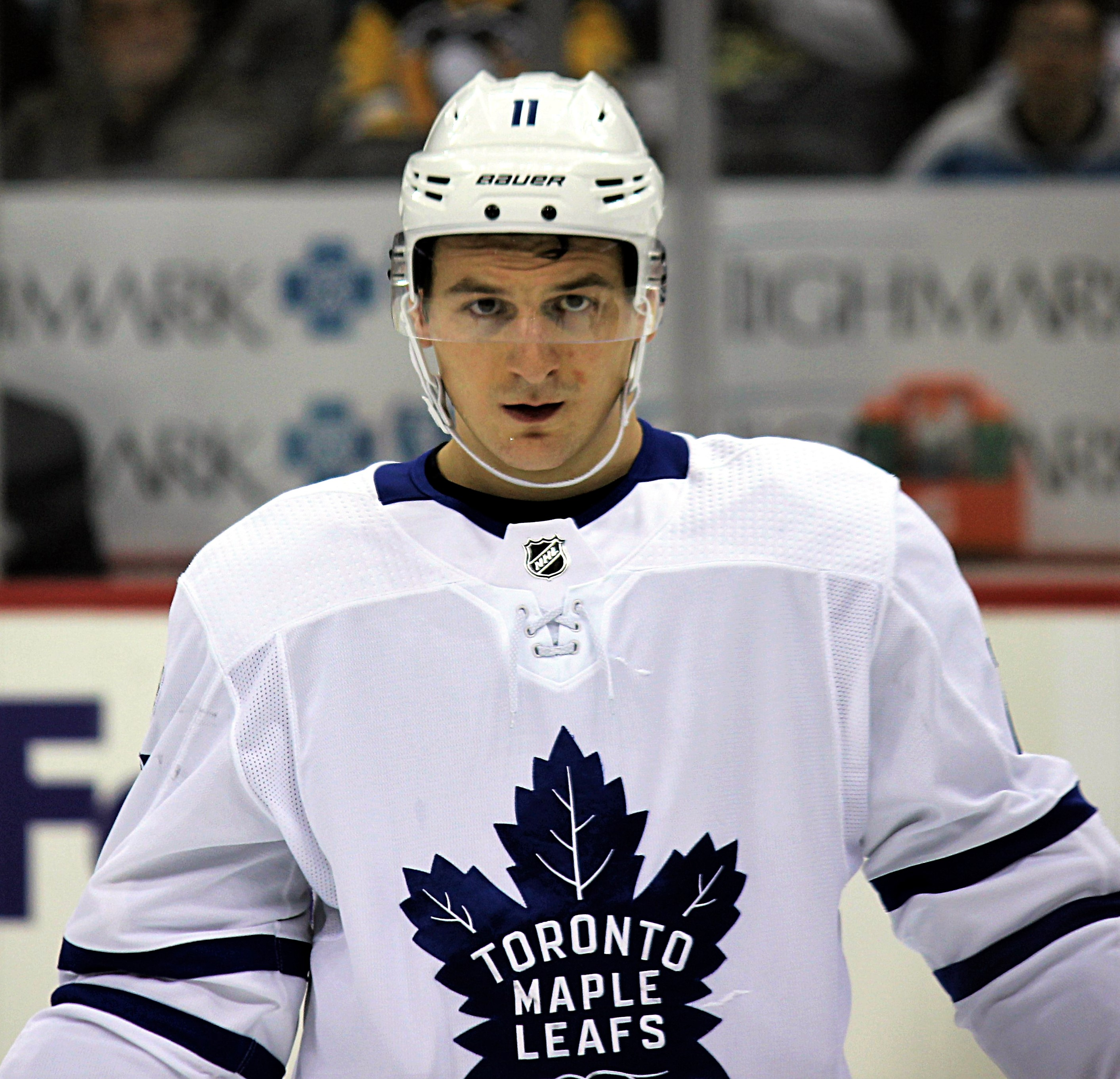
2017 год

Сезон 2016/17 Хайман провел в основном составе «Мейпл Лифс». Большую часть сезона он играл на позиции левого нападающего в тройке с ещё одним новичком Остоном Мэттьюсом. 7 февраля он установил рекорд для новичков клуба по шайбам, заброшенным в меньшинстве. На счету Зака их стало три, а к концу сезона — четыре.
За 6 сезонов в «Торонто» набрал 185 очков (86+99) в 345 матчах. В плей-офф сыграл 32 матча и набрал 13 очков (5+8).
28 июля 2021 года подписал 7-летний контракт на 38,5 млн долларов с клубом «Эдмонтон Ойлерз».
В сезоне 2021/22 набрал 54 очка (27+27) в 76 матчах, установив личный рекорд по голам, передачам и очкам. В сезоне 2022/23 набрал 83 очка (36+47) в 79 матчах.
В сезоне 2023/24, играя в тройке с Коннором Макдэвидом, набрал 77 очков (54+23) в 80 матчах. Ранее Хайман никогда не забрасывал за сезон более 36 шайб. 22 апреля 2024 года сделал хет-трик в ворота «Лос-Анджелеса» в первом матче плей-офф (7:4). Всего в 5 матчах серии против «Лос-Анджелеса» набрал 8 очков (7+1). В итоге с 16 шайбами в 25 матчах Хайман стал лучшим снайпером плей-офф НХЛ 2024 года, опередив Картера Верхеги на 5 шайб. «Ойлерз» проиграли в седьмом матче финальной серии «Флориде Пантерз».

### В сборной
Хайман играл за сборную Канады на Маккабиаде 2013 года. В хоккейном турнире канадцы заняли первое место, обыграв в финале сборную США со счётом 7:1, а сам Хайман оформил хет-трик.